# Celastrina cerima
Celastrina cerima är en fjärilsart som beskrevs av Corbet 1937. Celastrina cerima ingår i släktet Celastrina och familjen juvelvingar. Inga underarter finns listade i Catalogue of Life.